# Críptic
El Críptic és un terme informal que es refereix als primers temps de la Terra i la Lluna. És l'era més antiga de l'eó Hadeà, i el seu inici se situa fa 4.567,17 milions d'anys amb la formació de la Terra i la Lluna. No existeixen estrats que permetin estudiar la transició entre l'era críptica i els grups de conques (vegeu Prenectarià), tot i que a vegades es diu que aquesta era acabà fa 4.150 Ma. Ni el Críptic ni cap altra subdivisió de l'Hadeà no han estat oficialment reconeguts per la Comissió Internacional d'Estratigrafia.
Aquest període és críptic perquè en queden molt poques restes geològiques. Moltes de les formes geològiques i les roques foren probablement destruïdes durant la fase de bombardeig inicial o per l'efecte de la tectònica de plaques. La Terra es compactà, el seu interior es diferencià i la seva superfície fosa se solidificà durant l'era Críptica. La col·lisió que creà la Lluna també tingué lloc en aquest període. Els minerals més antics coneguts són del Críptic.